# Mahesana
Mahesana là một thành phố và khu đô thị của quận Mahesana thuộc bang Gujarat, Ấn Độ.

## Địa lý
Mahesana có vị trí 23°36′B 72°24′Đ / 23,6°B 72,4°Đ Nó có độ cao trung bình là 81 mét (265 feet).

## Nhân khẩu
Theo điều tra dân số năm 2001 của Ấn Độ, Mahesana có dân số 98.987 người. Phái nam chiếm 53% tổng số dân và phái nữ chiếm 47%. Mahesana có tỷ lệ 77% biết đọc biết viết, cao hơn tỷ lệ trung bình toàn quốc là 59,5%: tỷ lệ cho phái nam là 81%, và tỷ lệ cho phái nữ là 72%. Tại Mahesana, 11% dân số nhỏ hơn 6 tuổi.